# Pietragalla
Pietragalla é uma comuna italiana da região da Basilicata, província de Potenza, com cerca de 4.532 habitantes. Estende-se por uma área de 65 km², tendo uma densidade populacional de 70 hab/km². Faz fronteira com Acerenza, Avigliano, Cancellara, Forenza, Potenza, Vaglio Basilicata.

## Demografia
| Variação demográfica do município entre 1861 e 2011                               |
|                                                                                   |
| Fonte: Istituto Nazionale di Statistica (ISTAT) - Elaboração gráfica da Wikipedia |